# Humboldtia bourdillonii
Humboldtia bourdillonii là một loài thực vật họ Đậu (Fabaceae).
Nó được cho là chỉ có ở Ấn Độ, và hiện đang bị đe dọa vì mất môi trường sống.